# Kfarmechki
Kfarmechki è un centro abitato e comune (municipalité) del Libano situato nel distretto di Rashaya, governatorato della Beqā.